# Straż Graniczna (1928–1939)

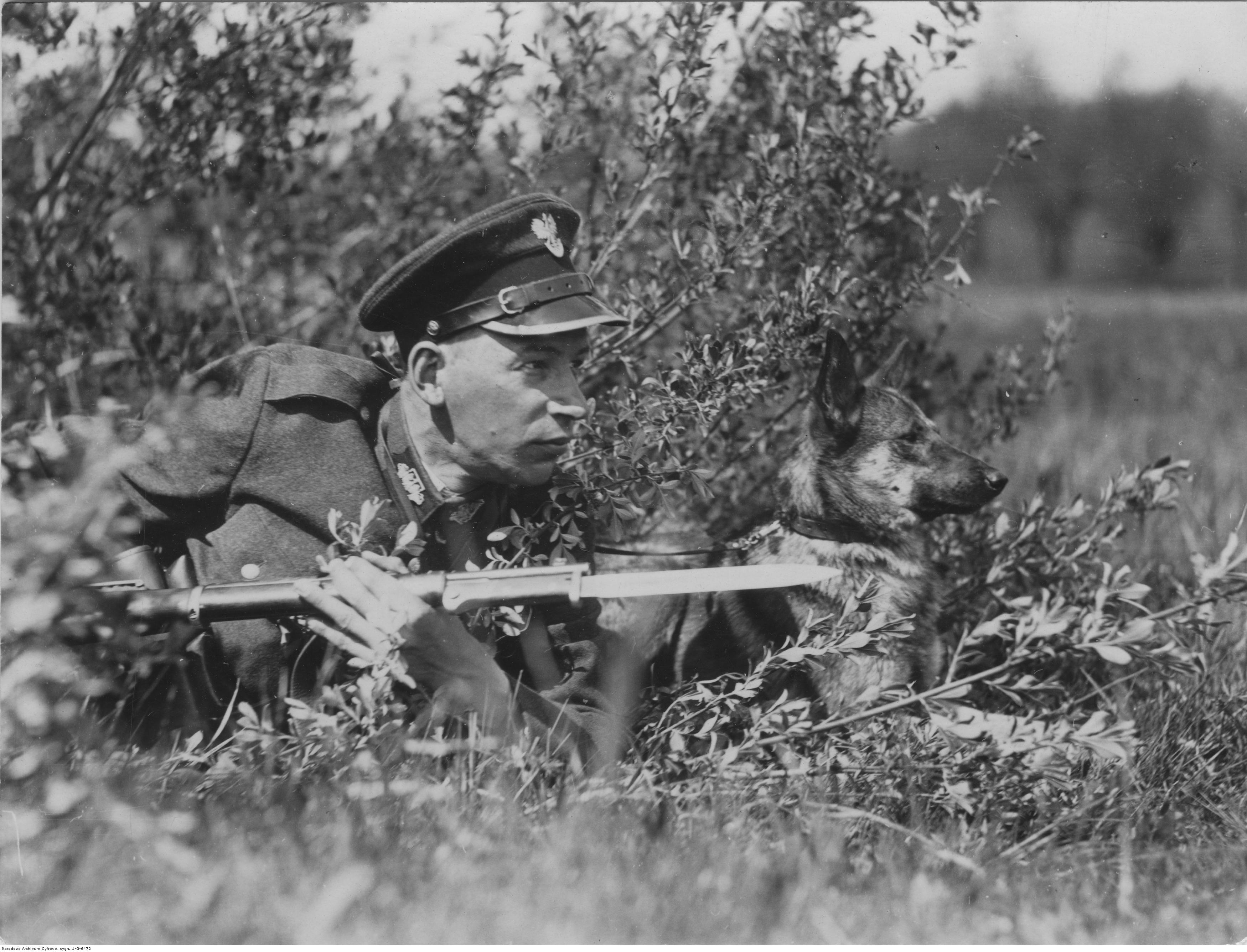
Żołnierz Straży Granicznej na czujce

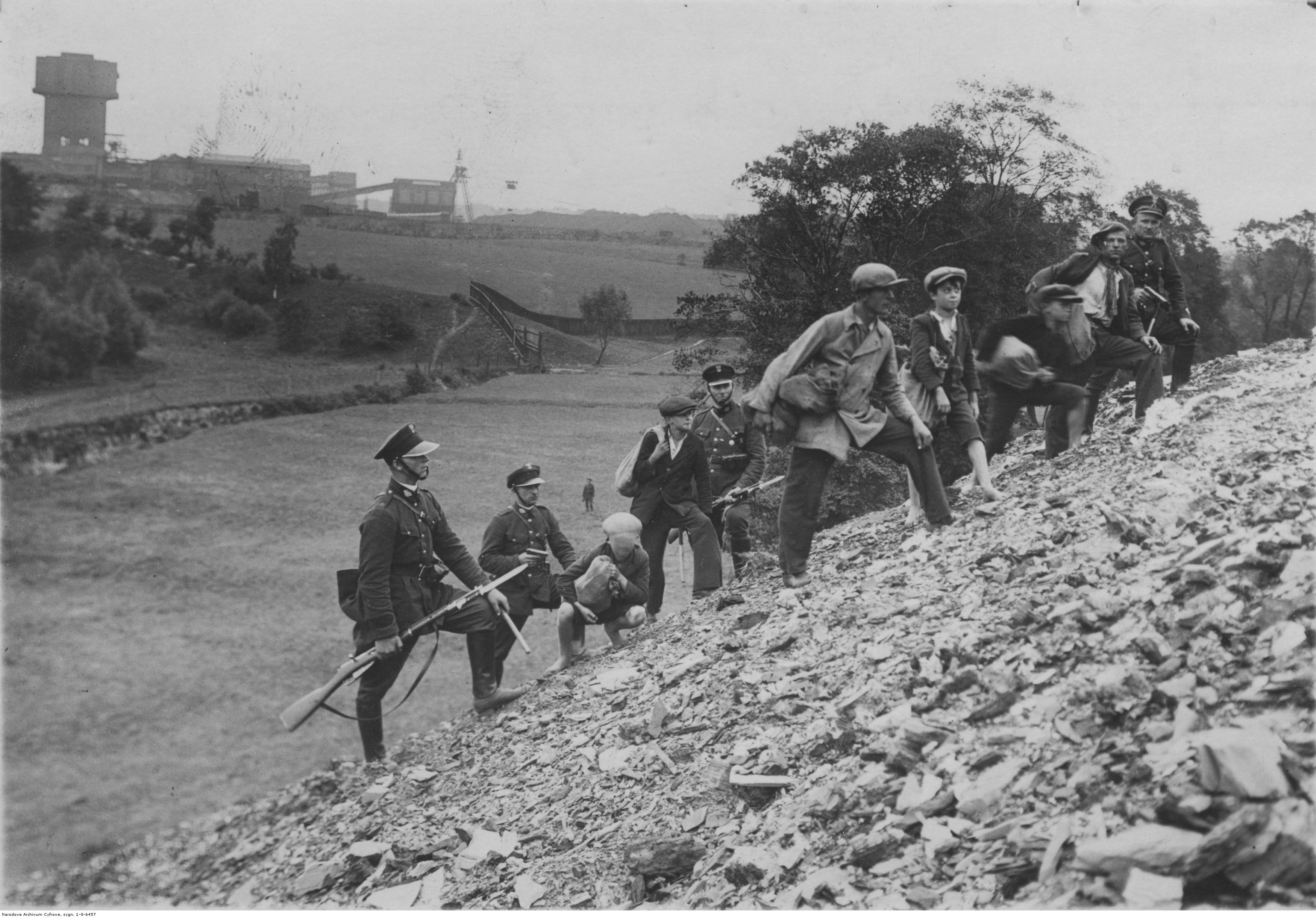
Straż Graniczna uzbrojona w kbk wz. 91/98/25 eskortuje grupę przemytników na Górnym Śląsku

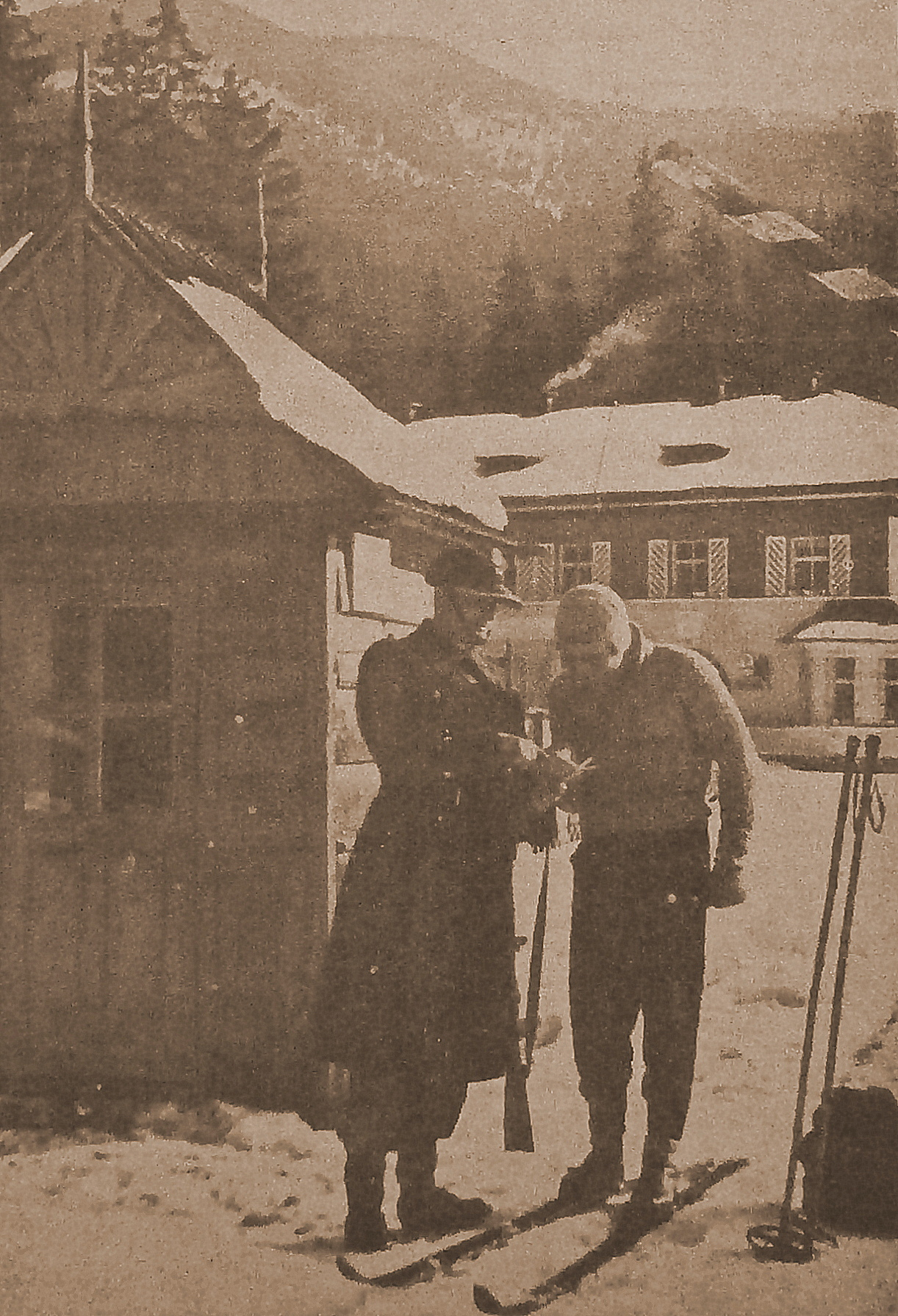
Strażnik SG II RP w górach

Straż Graniczna – polska formacja graniczna powołana w 1928 roku do ochrony południowych, zachodnich i północnych granic II Rzeczypospolitej z Niemcami, Czechosłowacją i z Rumunią.

## Ochrona zachodniej i południowej granicy państwowej w latach 1918–1927
Pierwsze prace nad powołaniem formacji przeznaczonej do ochrony granic rozpoczęło w październiku 1918 istniejące w rządzie Józefa Świerzyńskiego Ministerstwo Aprowizacji. Zorganizowana formacja pod nazwą Straż Gospodarczo-Wojskowa miała na celu między innymi zapobieganie nielegalnemu wywozowi artykułów żywnościowych, walkę ze spekulacją, lichwą i wyzyskiem. Dowódcą Straży Gospodarczo-Wojskowej mianowany został płk Adolf Małyszko. 6 grudnia 1918 pierwszy oddział objął służbę na dworcu kolejowym w Lublinie.
Równolegle do formującej się Straży Gospodarczo-Wojskowej Ministerstwo Skarbu rozpoczęło organizację Korpusu Straży Skarbowej przeznaczonego do strzeżenia granic państwa i współdziałania przy poborze podatków z innymi organami skarbowymi.
Stanowisko Ministerstwa Skarbu wobec organizowanej przez Ministerstwo Aprowizacji Straży Gospodarczo-Wojskowej było zdecydowanie negatywne. Lansowano teorię, że organizacja Straży Gospodarczo-Wojskowej jest bezcelowa, a jej funkcje w całości przejmie organizowana Straż Skarbowa. Uważano, że wprzęgnięcie Straży Skarbowej do służby aprowizacyjnej odbyłoby się z korzyścią zarówno dla służby podatków i monopoli, jak i dla agend aprowizacyjnych, oszczędziłoby państwu podwójnych wydatków, nie narażałoby administracji na niebezpieczeństwo tarć, nieuniknione przy istnieniu dwóch organizacji strażniczych o zbliżonych do siebie kompetencjach i uchyliłoby potrzebę nowych prac organizacyjnych.
Sytuacja gospodarczo-polityczna, w jakiej znalazła się Polska, zmusiła rząd Jędrzeja Moraczewskiego do podjęcia prac nad stworzeniem nowej koncepcji ochrony granic. W czasie prowadzonych debat najwięcej kontrowersji wzbudziły decyzje dotyczące charakteru i wielkości mającej powstać formacji granicznej.
Naczelnik Państwa Józef Piłsudski, Prezes Rady Ministrów Jędrzej Moraczewski i minister aprowizacji Antoni Mińkiewicz podpisali 18 grudnia 1918 roku Tymczasowy Dekret o utworzeniu Straży Granicznej. Nowo powstała Straż Graniczna miała składać się z wydzielonych oddziałów Wojska Polskiego. Podporządkowano ją Ministerstwu Aprowizacji, a na jej czele stanął ppłk Adolf Małyszko. Straż Graniczna miała zapobiegać nielegalnemu wywozowi towarów z kraju, sprawować kontrolę nad transportami i ruchem osobowym przez granicę oraz czuwać nad składami aprowizacyjnymi. Od wiosny 1919 roku formacja występowała pod nazwą pod nazwą Wojskowej Straży Granicznej, a dotychczasowe dowództwo formacji przekształcono w Inspektorat Wojskowej Straży Granicznej i podporządkowano drugiemu wiceministrowi Spraw Wojskowych. Struktura wzorowana była organizacji carskiej Wojskowej Straży Pogranicznej. Jednostki graniczne podlegały Dowództwom Okręgów Generalnych.
Na przełomie 1919/1920 reformę Wojskowej Straży Granicznej zainicjował rozkaz wiceministra spraw wojskowych z 3 marca 1920 roku. Zdecydowano przeprowadzić ją bez naruszania podstawowej struktury organizacyjnej wojska i gotowości bojowej poszczególnych jednostek granicznych, a przede wszystkim lepiej przystosować formację do wymagań służby granicznej. By zaakcentować bardziej cywilny charakter formacji, zmieniło jej nazwę z Wojskowej Straży Granicznej na Strzelcy Graniczni. Faktycznie korpus zachował jednak w pełni swój charakter wojskowy. Strzelcy graniczni przemundurowani zostali na wzór kawaleryjski z ciemnozielonymi otokami na czapkach.
Poszukując bardziej efektywnych sposobów, ochronę granicy zachodniej i południowej postanowiło powierzyć formacji Batalionów Celnych. Zamierzano zunifikować całkowitą ochronę granicy państwa i powierzyć ją Ministerstwu Skarbu.
Już od 1920 roku na granicy zachodniej planowano utworzyć cywilną formację graniczną pod nazwą Straż Celna. Do kierowania i nadzoru nad Strażą Celną ustanowiono urząd Naczelnego Inspektora Straży Celnej. Przyjmowała ona służbę graniczną od batalionów celnych od końca 1921 roku, aż do roku 1922.
Straż Celna istniała do 2 kwietnia 1928, jednak jej zadania już od 22 marca 1928 zaczęła przejmować nowo utworzona Straż Graniczna.

## Powołanie i rozwój organizacyjny Straży Granicznej
22 marca 1928 roku, na podstawie art. 44 ust. 6 Konstytucji i Ustawy z 2 sierpnia 1926 roku o upoważnieniu Prezydenta Rzeczypospolitej do wydawania rozporządzeń z mocą ustawy, rozporządzeniem Prezydenta RP powołana została do życia Straż Graniczna. Stanowiła jednolity zorganizowany na wzór wojskowy korpus przeznaczony do ochrony granicy zachodniej i południowej. Podporządkowano ją Ministerstwu Skarbu. Nowa formacja stała się organem wykonawczym władz skarbowych, a w zakresie ochrony granicy pod względem wojskowym, politycznym i sanitarnym – organem wykonawczym Ministerstwa Spraw Wewnętrznych i władz administracji ogólnej. Na czele formacji stał, mianowany przez Prezydenta RP na wniosek ministra skarbu w porozumieniu z ministrem spraw wojskowych, komendant Straży Granicznej.
Najwyższym szczeblem struktury organizacyjnej była Komenda Główna Straży Granicznej, zaś niższymi kolejno: inspektorat okręgowy, inspektorat graniczny, komisariat, placówka I i II linii, posterunek. Komisariat Straży Granicznej zajmował się ochroną granicy o długości 20–25 km. Podlegały mu placówki I linii (3–6) i II linii (1–3). W 1938 było 129 komisariatów SG. Placówka I linii ochraniała odcinek granicy o długości 4–5 km. Placówki te znajdowały się w miejscowościach przy samej granicy. Zajmowały się patrolowaniem granicy, obserwacją, zasadzkami, obławami oraz współpracą z tajnymi współpracownikami spośród ludności cywilnej. Placówek takich w 1938 było 419. Placówka II linii znajdowała się dalej w głąb kraju, poza linią placówek I linii. Prowadziła działalność rozpoznawczą i wywiadowczą. W 1938 było 212 takich placówek.
Teren działania poszczególnych inspektoratów granicznych dzielił się na teren bezpośredniego działania oraz poszczególnych komisariatów. Na terenie bezpośredniego działania służba wywiadowcza podlegała oficerowi wywiadowczemu inspektoratu granicznego, a w komisariatach kierował nią kierownik komisariatu. Na obszarze bezpośredniego działania inspektoratów okręgowych tworzono w ważniejszych ośrodkach komisariaty drugiej linii, podległe oficerowi informacyjnemu inspektoratu. Nie były one stałe, tworzono je doraźnie w zależności od narastających potrzeb. Oprócz Inspektoratów działała Centralna Szkoła Straży Granicznej w Rawie Ruskiej (do 1933 w Górze Kalwarii) oraz Zakład Tresury Psów Granicznych, również w tym mieście, tresujący psy o specjalnościach: śledczej i meldunkowej.
W razie częściowej lub całkowitej mobilizacji lub w innych przypadkach, w których ze względu na interes obrony państwa Rada Ministrów uznałaby to za konieczne, Straż Graniczna z chwilą ogłoszenia mobilizacji względnie od dnia, wskazanego uchwałą Rady Ministrów, stawała się z mocy prawa częścią sił zbrojnych państwa.
Zakres działania Straży Granicznej obejmował:
- niedopuszczanie do nielegalnego przekraczania granicy i przemytu towarów, nielegalnego ruchu towarowego i osobowego na wodach granicznych
- śledzenie i ujawnianie przemytu oraz innych przekroczeń obowiązujących postanowień skarbowo-celnych i postanowień o granicach państwa
- pełnienie w urzędach celnych służby wartowniczej, konwojowej, służby posterunkowej na drogach celnych oraz współdziałanie w postępowaniu celnym
- strzeżenie nienaruszalności znaków i urządzeń granicznych
- współdziałanie z właściwymi organami na zasadzie specjalnych przepisów przy wykonywaniu zarządzeń, mających na celu bezpieczeństwo publiczne, zapobieganie szkodom, zagrażającym interesowi publicznemu
- współdziałanie z organami wojska w zakresie obrony państwa

W 1930 roku dzień 11 listopada ustalono „Świętem Straży Granicznej”.
W czasie jednej ze swoich inspekcji, gen. Sosnkowski napisał: […] nasza granica zachodnia jest przesłonięta cienką i słabą zasłoną placówek I linii rozrzuconych kordonowo wzdłuż granicy i pozbawioną odwodów i głębokości, które cechują ugrupowanie KOP. Tam, gdzie KOP, ma odwody. Straż Graniczna posiada jedynie kancelarie. Personel Straży Granicznej, jakkolwiek w dużej części rekrutował się z żołnierzy Wojska Polskiego, to wobec podstawowego zadania jakim była ochrony granicy w sensie gospodarczym, z czasem zatracał umiejętności typowo wojskowe. Niemniej jednak, wspomniany już gen. Sosnkowski wysoko oceniał kwalifikacje podoficerów-strażników SG. Uważał, że nadają się na dowódców małych oddziałów piechoty w polu i stanowią dobry materiał kadrowy do ewentualnych formacji osłony pogranicza na wypadek wojny.

### Zmiany po 1938
W roku 1938 doszło do zmian pod względem odpowiedzialności za ochronę granicy („Straż Graniczna” przejęła częściową ochronę granicy z Litwą, zaś „KOP” ochronę nowej granicy z Węgrami – część dotychczasowej granicy z Czechosłowacją). Od wiosny 1938 roku każdy z komisariatów granicznych otrzymał wsparcie w składzie wzmocnionego plutonu regularnego Wojska Polskiego.
W okresie od 2 do 11 października 1938 roku oddziały Grupy Operacyjnej „Śląsk” zajęły Zaolzie. W ślad za wojskami operacyjnymi wzdłuż wyznaczonej linii granicznej służbę na granicy obejmowała Straż Graniczna. Dla nowo ustalonego odcinka granicy powołana została Komenda Obwodu Straży Granicznej „Cieszyn”. Rozkazem dowódcy Grupy Operacyjnej „Śląsk”, gen.Władysława Bortnowskiego z 21 listopada 1938 roku uregulowano doraźnie sprawy dotyczące małego ruchu granicznego na Śląsku Cieszyńskim. Ustalono, że ma być regulowany na poprzednich zasadach. Zasięg pasa granicznego obejmował wszystkie gminy odzyskane, włącznie z całą gminą miejską Cieszyn, przepustki stałe i gospodarcze były wystawione tylko przez powiatowe władze administracyjne, a starosta we Frysztacie otrzymał zadanie uregulować mały ruch graniczny z Niemcami przez most na Odrze w Boguminie na zasadach stosowanych na Górnym Śląsku.
Rozkazem nr 2 z 16 stycznia 1939 roku w sprawie przejęcia odcinka granicy polsko-niemieckiej od Korpusu Ochrony Pogranicza na terenie Mazowieckiego Okręgu Straży Granicznej oraz przekazania Korpusowi Ochrony Pogranicza odcinka granicy na terenie Wschodniomałopolskiego Okręgu Straży Granicznej, w związku z przekazaniem Korpusowi Ochrony Pogranicza ochrony części granicy południowej Państwa na odcinku między Przełęczą Użocką, a stykiem granicy polsko-rumuńsko-czechosłowackiej, komendant Straży Granicznej płk Jan Gorzechowski zarządził likwidację Obwodu Straży Granicznej „Stryj”. Na bazie likwidowanego odwodu, z dniem 1 lutego 1939 utworzono Obwód Straży Granicznej „Suwałki”.
Po ogłoszeniu mobilizacji generalnej formację wcielono do sił zbrojnych.

## Struktura organizacyjna Straży Granicznej

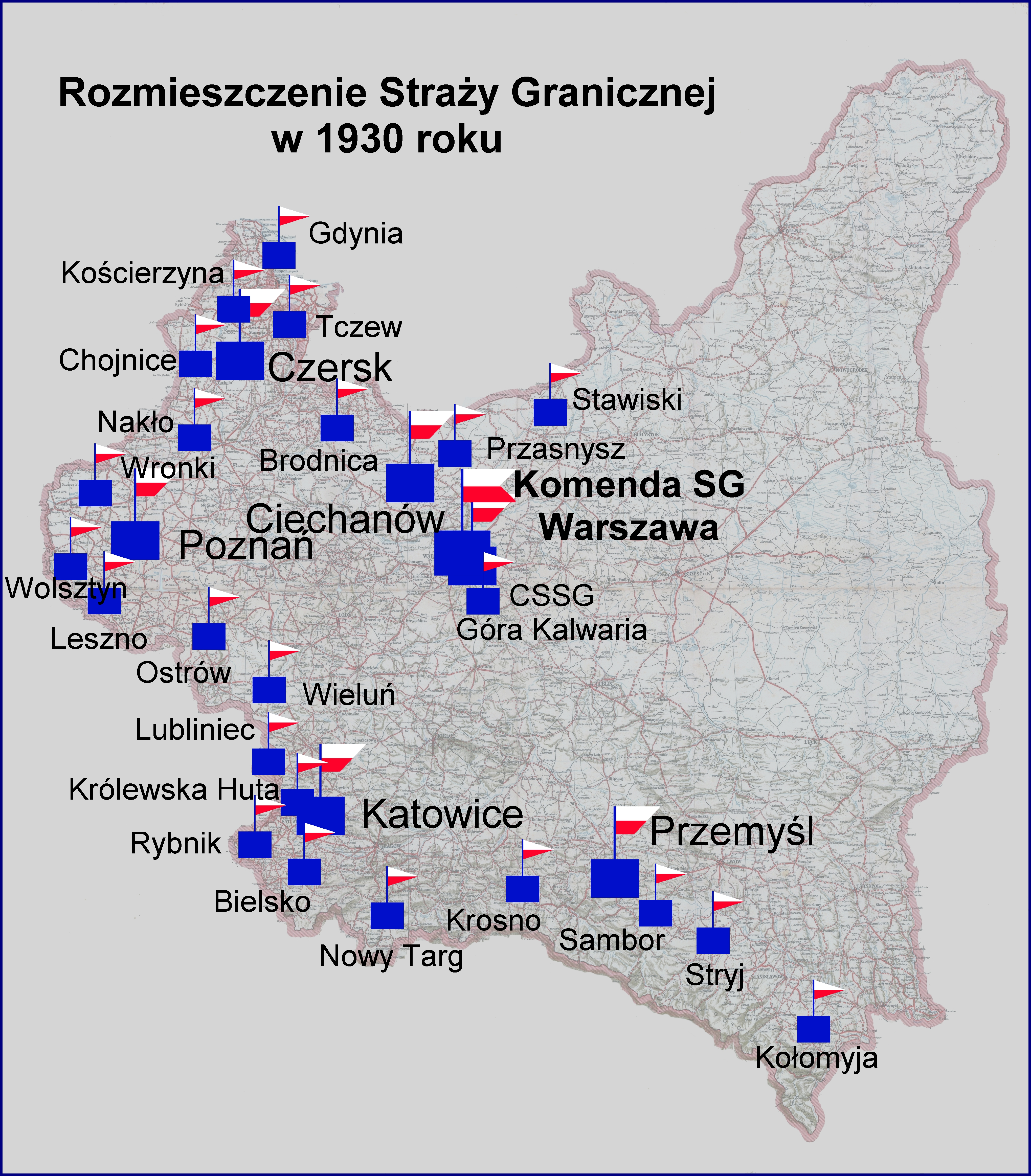

Komenda Główna Straży Granicznej w Warszawie
- Mazowiecki Inspektorat Okręgowy Straży Granicznej – Ciechanów
  - Inspektorat Graniczny nr 1 Łomża
  - Inspektorat Graniczny nr 2 Przasnysz
  - Inspektorat Graniczny nr 3 Brodnica
- Pomorski Inspektorat Okręgowy Straży Granicznej – Bydgoszcz (1928–1939),
  - Inspektorat Graniczny nr 4 Tczew
  - Inspektorat Graniczny nr 5 Gdynia
  - Inspektorat Graniczny nr 6 Kościerzyna
  - Inspektorat Graniczny nr 7 Chojnice
  - Inspektorat Graniczny nr 8 Nakło nad Notecią
- Wielkopolski Inspektorat Okręgowy Straży Granicznej – Poznań,
  - Inspektorat Graniczny nr 9 Wronki
  - Inspektorat Graniczny nr 10 Opalenica
  - Inspektorat Graniczny nr 11 Leszno
  - Inspektorat Graniczny nr 12 Ostrów Wielkopolski
  - Inspektorat Graniczny nr 13 Wieluń
- Śląski Inspektorat Okręgowy Straży Granicznej – Katowice,
  - Inspektorat Graniczny nr 14 Częstochowa
  - Inspektorat Graniczny nr 15 Chorzów
  - Inspektorat Graniczny nr 16 Rybnik
- Zachodniomałopolski Inspektorat Okręgowy Straży Granicznej – Kraków (1935–1939).
  - Inspektorat Graniczny nr 17 Bielsko
  - Inspektorat Graniczny nr 18 Nowy Targ
  - Inspektorat Graniczny nr 19 Jasło
- Wschodniomałopolski Inspektorat Okręgowy Straży Granicznej – Lwów (1935–1939),
  - Inspektorat Graniczny nr 20 Sambor
  - Inspektorat Graniczny nr 21 Stryj
  - Inspektorat Graniczny nr 22 Kołomyja
- Ekspozytura Inspektoratu Ceł – Gdańsk

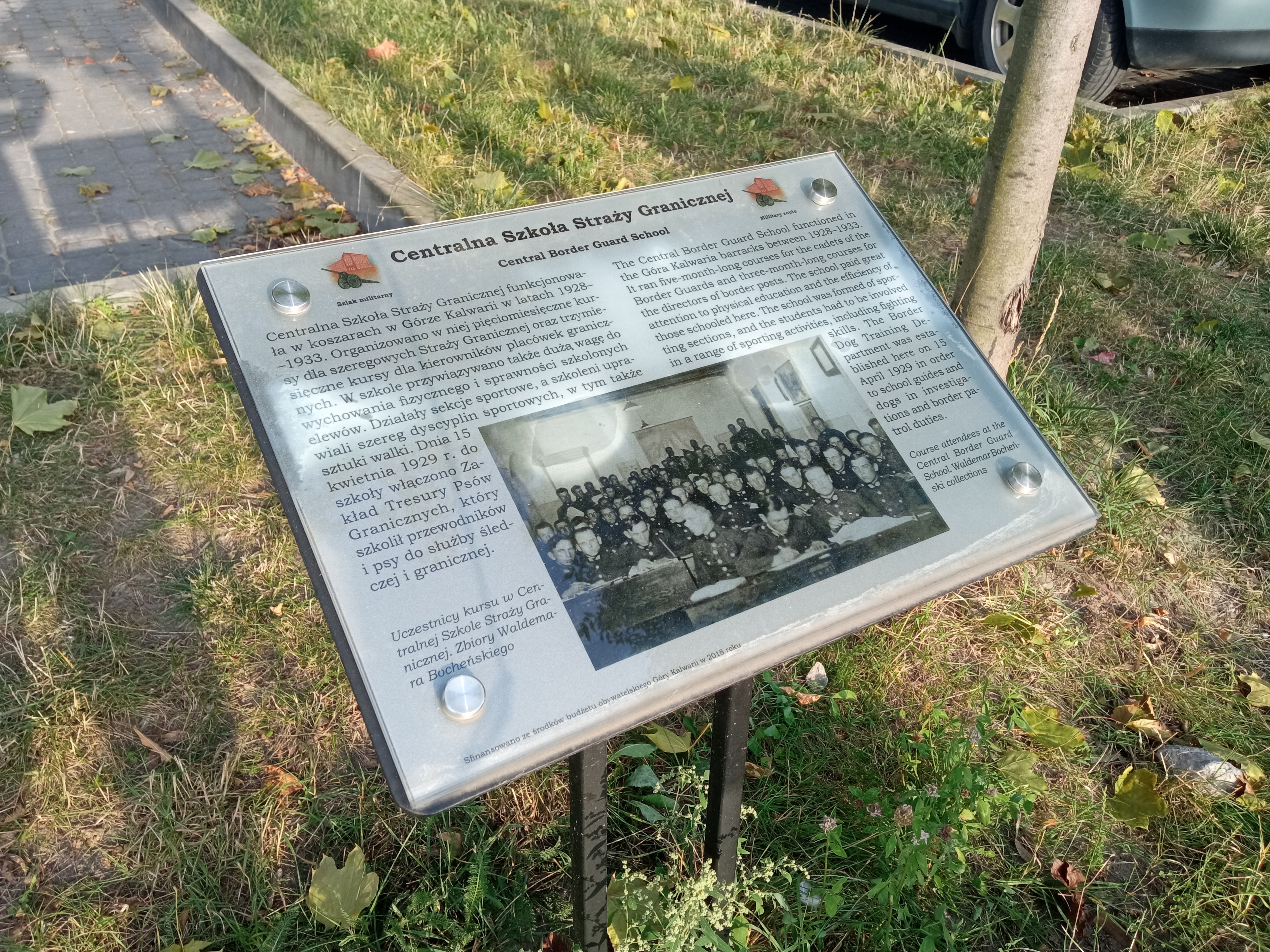
Tablica pamiątkowa dot. Centralnej Szkoły Straży Granicznej w Górze Kalwarii

- Centralna Szkoła Straży Granicznej – Góra Kalwaria/Rawa Ruska
- Zakład Tresury Psów Granicznych – Walewice

Do 1934 funkcjonował Małopolski Inspektorat Okręgowy Straży Granicznej. W jego miejsce powołane zostały dwa nowe inspektoraty („Zachodniomałopolski” i „Wschodniomałopolski”)

## Działania Straży Granicznej w 1939
W związku z zaostrzającą się sytuacją międzynarodową od wiosny 1939 roku rozpoczęły się przygotowania do ewentualnego konfliktu zbrojnego z Niemcami. 30 kwietnia 1939 ukazała się instrukcja Komendy Głównej Straży Granicznej o przygotowaniu się do formowania z rezerwistów granicznych oddziałów wzmocnienia. Na wypadek wojny planowano powołanie 60 rezerwistów na każdy komisariat Straży Granicznej. Rezerwiści mieli pochodzić z miejscowości położonych możliwie najbliżej komisariatów granicznych, być pochodzenia polskiego, wykazywać lojalność wobec państwa i nie przekraczać 38 roku życia. Komisariaty już wcześniej zaopatrzono w potrzebną ilość ekwipunku wojskowego, łącznie z bronią i umundurowaniem. Jednostki wzmocnienia miały być oddziałami szybkimi, zaopatrzonymi w rowery, z możliwością przerzucania ich w miarę potrzeby na określone odcinki graniczne.
Zgodnie z rozkazem „Z” komendanta Straży Granicznej przystąpiono do formowania oddziałów wzmocnienia, a wszystkie placówki i oddziały Straży Granicznej podporządkowano dowódcom armii. Przeprowadzona mobilizacja rezerwistów i wcielenie ich do Straży Granicznej powiększyły dwukrotnie jej szeregi. Łącznie powstało około 100 plutonów wzmocnienia, liczących około 6000 żołnierzy. Siły Straży Granicznej wynosiły w lipcu 1939 roku łącznie ponad 11 tys. ludzi.
10 sierpnia wzmocniono ochronę granicy ze Słowacją i Węgrami i podporządkowano komendantów okręgowych i komendantów komisariatów Straży Granicznej miejscowym dowódcom wojskowym. 22 sierpnia zarządzono stan podwyższonej czujności w urzędach wojskowych i cywilnych i zakończono skrytą mobilizację komisariatów granicznych na całym odcinku granicy z Niemcami. Po przeprowadzonej mobilizacji Straż Graniczna liczyła 16001 żołnierzy, w tym 2145 oficerów, 6241 podoficerów, 9315 szeregowych. W jej skład wchodziło 6 komend okręgowych, 26 komend obwodowych, 129 komisariatów, 419 placówek I linii, 212 placówek II linii i posterunków informacyjnych. Dysponowała 76 samochodami osobowymi i 72 motocyklami. Ponad 50% żołnierzy dysponowało rowerami. Na granicy nasilały się prowokacje. Ostrzeliwano placówki Straży Granicznej. Niemieckie bojówki przekraczały granicę polsko-niemiecką.
30 sierpnia 1939 roku między godz. 10:00 a 11:00 powtórnie zarządzono mobilizację powszechną. Jako jej pierwszy dzień wyznaczono 31 sierpnia. Tego samego dnia zakończono ostatecznie mobilizację alarmową. „Straż Graniczna z chwilą ogłoszenia mobilizacji (…) stała się z mocy samego prawa częścią sił zbrojnych państwa”.
30 lub 31 sierpnia 1939 roku w Komendzie Głównej Straży Granicznej opracowano, na polecenie ministra spraw wojskowych projekt rozkazu, który miał uregulować stosunek Straży Granicznej do Wojska Polskiego. Nie ustalono, czy rozkaz został podpisany przez ministra i wszedł w życie.
Wspomniany projekt zakładał, że oficerowie i szeregowi Straży Granicznej stają się żołnierzami, pełniącymi czynną służbę wojskową i obowiązują ich przepisy regulaminu służby wewnętrznej, odpowiadają karnie przed właściwymi sądami wojskowymi i stosują wszystkie przepisy o użyciu broni przez warty wojskowe. Stopnie strażników stały się stopniami wojskowymi.
Stopnie te odpowiadają następującym stopniom wojskowym:
- komendanta Straży Granicznej odpowiadał generałowi dywizji
- nadinspektor Straży Granicznej – pułkownik
- inspektor Straży Granicznej – podpułkownik
- nadkomisarz Straży Granicznej – major
- komisarz Straży Granicznej – kapitan
- podkomisarz Straży Granicznej – porucznik
- aspirant Straży Granicznej – podporucznik
- starszy przodownik Straży Granicznej – starszy sierżant
- przodownik Straży Granicznej – sierżant
- starszy strażnik – plutonowy
- strażnik graniczny – kapral

Na dzień 1 września 1939 zmobilizowano 115 komisariatów Straży Granicznej, z 345 patrolami minerskimi. Komendy obwodów i okręgów dysponowały 54 radiostacjami. Stan Straży Granicznej wynosił: 445 oficerów, 6241 podoficerów, 9315 szeregowych; razem: 16 001 żołnierzy. 115 plutonów wzmocnienia Straży Granicznej i komisariatów posiadało około 10 406 rowerów. Na uzbrojeniu było: 15 352 karabinów, 491 ręcznych karabinów maszynowych, 2064 pistoletów, 8 armat ppanc 37 mm, 37 260 ręcznych granatów.

## Umundurowanie Straży Granicznej

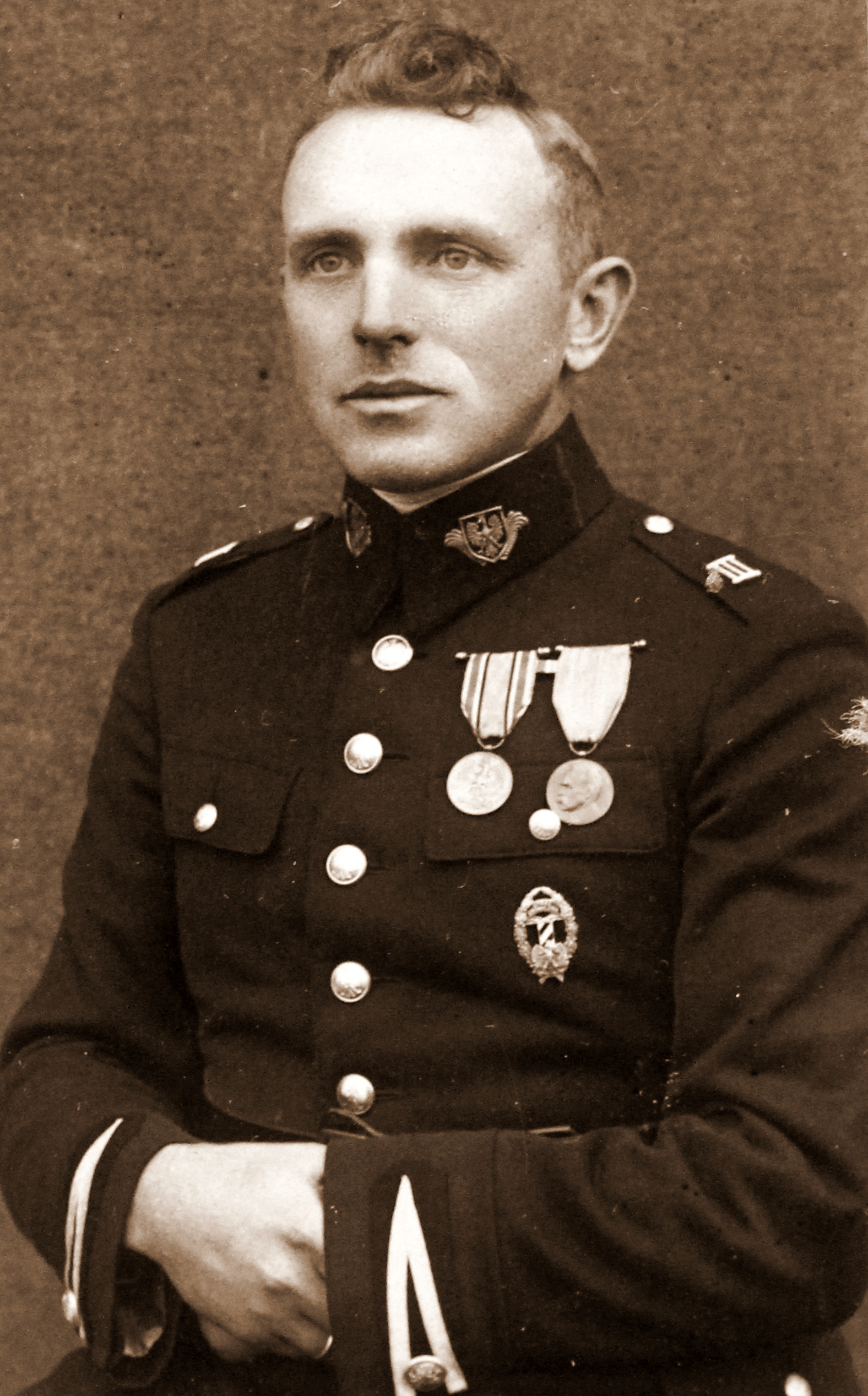
Mundur starszego przodownika w 1932

Wszystkie formacje paramilitarne II Rzeczypospolitej, które w razie wojny z mocy prawa stawały się częścią sił zbrojnych, swoje umundurowanie wzorowały na mundurach Wojska Polskiego. Z chwilą powołania Straży Granicznej obowiązywał ostatni przepis mundurowy Straży Celnej z marca 1928 roku. Wprowadzał on mundur koloru kolor khaki, srebrne oksydowane oznaki stopni i czapki okrągłe typu angielskiego z daszkiem fibrowym czarnym, okutym po brzegu białą oksydowaną blachą, z czarną rzemienną podpinką i otokiem w barwie ciemnozielonej. Nad otokiem godło – srebrny oksydowany orzeł wzoru państwowego, osadzony na uproszczonej tarczy, zbliżonej kształtem do greckiej pelty. Oficerowie od aspiranta do nadinspektora mieli wokół krawędzi denka czapki wypustkę ciemnozieloną i daszek czapki wykonany z czarnej skóry lakierowanej, a pod orłem na otoku, srebrną oksydowaną kokardę. Szeregowi nosili kurtki z kieszeniami wcinanymi, a na ciemnozielonych patkach kołnierza umieszczano białego oksydowanego orła państwowego wz. 1927 w tarczy trójkątnej, ażurowej, z wychylonymi spoza niej stylizowanymi gałązkami palmowymi. W czasie służby na ciemnozielonej prostokątnej patce przypinanej nad prawą górną kieszenią kurtki noszono numer instalacyjny – białe oksydowane cyfry arabskie. Na naramiennikach umieszczono białe oksydowane rzymskie cyfry metalowe oznaczające przynależność do Okręgowego Inspektoratu. Guziki typu wojskowego, białe, oksydowane, z orłem państwowym. Oficerowie mieli kurtki kroju francuskiego frencza z kieszeniami naszywanymi, a na patkach kołnierza zamiast metalowej oznakę haftowaną. Strażnicy nosili płaszcz dwurzędowy z naramiennikami. W rogach kołnierza miał naszyte ukośnie ciemnozielone paski. W płaszczach oficerów kieszenie były ukośne, a naramienniki bez cyfr. Spodnie bryczesy do butów oraz długie do trzewików. Pas główny ciemnobrązowy, rzemienny. oficerowie nosili pasek pomocniczy przez ramię.
Oznaki stopni służbowych przybierały formę srebrnych, oksydowanych galonów i gwiazdek na prostokątnych ciemnozielonych patkach naszywanych na zewnętrzne strony obu rękawów kurtki i płaszcza. Patki na końcu wycięte były w kąt ostry. Dla aspiranta SG ustalono na patce jedną haftowaną gwiazdkę pięciopromienną, dla podkomisarza SG – dwie, a dla komisarza SG – trzy. Dla nadkomisarza SG i inspektora SG przewidziano patki obszyte galonem z jedną gwiazdką u nadkomisarza SG oraz dwiema u inspektora SG. Strażnik graniczny nie miał żadnych oznak, starszy strażnik graniczny – na patce, prostopadle do jej długości, miał naszyty jeden galon, przodownik SG – dwa galony, a starszy przodownik SG – trzy galony.
Obowiązywały trzy rodzaje ubiorów: służbowy, pozasłużbowy oraz wieczorowy. Ubiór służbowy stosowano w służbie, przy meldowaniu i raportach oraz przeglądach i zewnętrznych wystąpieniach. Ubiór służbowy oficera składał się z czapki, kurtki, spodni do butów wysokich, z oficerskiego pasa polowego z paskiem pomocniczym przez ramię, z szabli w żabce z temblakiem, z rękawiczek skórzanych bryzowych i ewentualnie płaszcza od deszczu. Ubiór służbowy szeregowego składał się z: czapki, kurtki, bryczesów, pasa głównego z żabką do bagnetu, bagnetu, płaszcza i ewentualnie peleryny gumowanej, butów długich lub trzewików sznurowanych i owijaczy.
Ubiór pozasłużbowy noszono podczas zajęć biurowych i jeśli nie nakazano noszenia innego stroju. Ubiór pozasłużbowy oficera posiadał elementy ubioru służbowego, a ponadto: kurtkę letnią, długie spodnie, trzewiki sznurowane, rękawiczki reniferowe, szalik, płaszcz przeciwdeszczowy. Szeregowi do munduru służbowego dodawali długie spodnie. Od maja 1935 roku starsi przodownicy i przodownicy mogli nosić szablę, a wszystkim szeregowym nakazano noszenie przy broni bocznej temblaka.
Ubiór wieczorowy obowiązywał oficerów na balach, rautach, zabawach oraz innych przyjęciach wieczornych. Obowiązywał także w czasie dziennych przyjęć, zarówno oficjalnych, jak i towarzyskich. Ubiór składał się z czapki, kurtki sukiennej, spodni długich, trzewików gładkich lakierowanych, białych rękawiczek, pasa salonowego lub polowego z paskiem pomocniczym przez ramię. Spodnie wieczorowe oraz pas salonowy wprowadzono we wrześniu 1930 roku.
Po raz pierwszy przepisy mundurowe dla Straży Granicznej wprowadzono rozporządzeniem ministra skarbu wydanym w porozumieniu z ministrem spraw wojskowych i ministrem spraw wewnętrznych 4 lutego 1930 roku. Wzorowano się na wojskowych przepisach ubiorczych. Obowiązywać miało umundurowanie koloru khaki oraz srebrne oksydowane oznaki stopni. Charakterystycznymi elementami pozwalającymi na odróżnienie ich od mundurów armii były:
- czapka okrągła z jasnozieloną wypustką wokół krawędzi denka i orzeł nad ciemnozielonym otokiem na uproszczonej tarczy oraz daszek okuty oksydowaną białą blachą, dla oficerów z otokiem aksamitnym
- na kołnierzu kurtki jasnozieloną wypustką ciemnozielone patki, z nałożonym orłem państwowym na dwóch skrzyżowanych stylizowanych gałązkach palmowych
- w rogach kołnierza płaszcza dwubarwne paski: górny – jasnozielony, dolny – ciemnozielony
- na naszywanej na zewnętrznej stronie rękawów kurtki i płaszcza w dolnej ich części umieszczone na ciemnozielonej patce zakończonej kątem oznaki stopni służbowych
- na otoku czapki, poniżej orła oznaki stopni umieszczone
- na naramiennikach szeregowych białe metalowe cyfry rzymskie od I do V oznaczające przynależność do Okręgowego Inspektoratu SG lub litery „KSG” lub „IO” dla przydzielonych do sztabu komendy lub sztabu inspektoratu okręgowego; oficerowie posiadali cyfry arabskie haftowane lub monogram „KSG” otoczony liśćmi dębowymi, albo monogram „IO”

W grudniu 1930 roku szeregowi Flotylli Straży Granicznej otrzymali mundury barwy khaki. Mundury letnie były w lecie białej. Krój wzorowany był na umundurowaniu Marynarki Wojennej. Ubiór składał się z czapki, bluzy, kurtki, kurtki zimowej, spodni i butów czarnych. Czapka okrągła bez daszka, z sukna, otok opasany ciemnozieloną wstążką, z drukowanym napisem „STRAŻ GRANICZNA”. Nad otokiem umieszczony był biały metalowy orzeł SG. Czapki przodowników i starszych przodowników posiadały czarne, okutym na krawędzi białą oksydowaną blachą, daszki. Bluza z kołnierzem miała przypinany dodatkowy płócienny ciemnozielony kołnierz, z brzegiem obszytym potrójną jasnozieloną taśmą. Pod bluzą od wiosny do jesieni noszono, białą wełnianą koszulkę w poprzeczne zielone pasy, a zimą wełnianą ciemnopopielatą koszulkę z długim rękawem i golfem. Przodownicy i starsi przodownicy zimą nosili sukienne płaszcze typowe dla formacji.
Oznaki stopni szeregowych noszono na lewym rękawie bluzy w formie ukośnie naszytej ciemnozielonej prostokątnej patki, oraz na ciemnozielonej patce zakończonej kątem, naszywanej na zewnętrznej stronie rękawów kurtki w dolnej ich części. Oznaki specjalności wykonane z karmazynowego sukna, przyszywano na lewym rękawie bluzy i kurtki, nad oznaką stopnia.
Nowe przepisy mundurowe dla Straży Granicznej wprowadzono od 24 sierpnia 1933 roku. Dotychczasowe mundury mogły być używane do 31 grudnia 1937 roku. Jedynie oznaki stopni służbowych nakazano przenieść z dolnej części rękawów kurtki i płaszcza na naramienniki do 11 listopada 1933 roku. Krój kurtki, spodni i płaszcza miał odpowiadać krojowi ustalonemu w przepisach o umundurowaniu wojska, czyli być zgodny z przepisami ubioru polowego Wojska Polskiego z roku 1919 z późniejszymi zmianami.

## Funkcjonariusze Straży Granicznej
Przysięga:
Każdy funkcjonariusz, po otrzymaniu pisma nominacyjnego o przyjęciu do korpusu Straży Granicznej, składał na ręce przełożonego przysięgę następującej treści:

Przysięgam Panu Bogu Wszechmogącemu na powierzonym mi stanowisku pożytek Państwa Polskiego oraz dobro publiczne mieć zawsze przed oczyma, władzy zwierzchniej Państwa Polskiego wierności dochować, obowiązki swe gorliwie i sumiennie w potrzebie z narażeniem życia spełniać, rozkazy i polecenia przełożonych wiernie wykonywać, tajemnicy urzędowej dotrzymać, przepisów prawa strzec pilnie, wszystkich obywateli kraju w równym mając zachowaniu. Tak mi, Panie Boże, dopomóż.

Dowódcy/ komendanci straży granicznej
- gen. bryg. Stefan Pasławski od 11 lipca 1927 do 12 grudnia 1928
- gen. bryg. Jan Jur-Gorzechowski od 12 grudnia 1928 do 1 marca 1939
- gen. bryg. Walerian Czuma od 1 marca 1939 do wybuchu II wojny światowej

Funkcjonariusze Straży Granicznej odznaczeni orderem wojennym Virtuti Militari

- nadinspektor Jakub Witalis Chmura
- nadinspektor Marian Prosołowicz
- inspektor Karol Bacz
- inspektor Bolesław Czajkowski
- inspektor Wiktor Dunin Wąsowicz
- inspektor Marian Figiel
- inspektor Aleksander Krawecki
- inspektor Henryk Marian Królikowski
- inspektor Bolesław Rodkiewicz
- inspektor Franciszek Ślęczka
- inspektor Franciszek Smołucha
- podkomisarz Zygmunt Stefański
- podkomisarz Franciszek Szulc
- podkomisarz Michał Śmigielski
- podkomisarz Zygmunt Stefański
- podkomisarz Franciszek Szulc
- podkomisarz Michał Śmigielski
- inspektor Gustaw Świderski
- inspektor Marcin Zalewski
- nadkomisarz Edward Okulski
- nadkomisarz Wilhelm Pfister
- nadkomisarz Wacław Sacewicz
- nadkomisarz Marian Skibiński
- nadkomisarz Tadeusz Zieliński
- komisarz Józef Abraszyński
- komisarz Adam Biedrzyński
- komisarz Józef Bizio
- komisarz Witold Chotkowski
- komisarz Józef Jakubiec
- komisarz Kazimierz Kostecki
- komisarz Jerzy Krafft
- komisarz Władysław Sawicki
- komisarz Wacław Smakosz
- podkomisarz Józef Bocheński
- podkomisarz Kazimierz Białowąs
- podkomisarz Mieczysław Rycharski
- st. przodownik Ignacy Grobelniak
- st. przodownik Bronisław Jędrzejewski
- st. przodownik Antoni Kasperkiewicz
- st. przodownik Stanisław Kozłowski
- st. przodownik Jan Leperowski
- st. przodownik Józef Maik
- st. przodownik Malinowski Gracjan
- st. przodownik Stanisław Piotrowski
- st. przodownik Józef Śron
- przodownik Stanisław Dudka
- przodownik Stanisław Iwanicki
- przodownik Jan Kuliś
- przodownik Andrzej Linka
- przodownik Franciszek Łuś
- przodownik Leon Madej
- przodownik Andrzej Nebesio
- przodownik Stanisław Salabura
- przodownik Ludwik Springer
- przodownik Józef Świrgiel
- przodownik Andrzej Szybka
- przodownik Stanisław Tomczak
- st. strażnik Józef Burdaś
- st. strażnik Franciszek Adamczak
- st. strażnik Julian Chrobak
- st. strażnik Wojciech Dąbrowski
- st. strażnik Marian Jakubowski
- st. strażnik Karol Lanocha
- st. strażnik Andrzej Linka
- st. strażnik Romuald Maciewicz
- st. strażnik Wojciech Masłowiec
- st. strażnik Franciszek Panowski
- st. strażnik Józef Prus

Oficerowie wojska przydzieleni do Straży Granicznej – odznaczeni orderem wojennym Virtuti Militari

- gen. bryg. Jan Jur-Gorzechowski
- płk piech. Emil Czapliński
- płk piech. Julian Janowski
- ppłk Piotr Głogowski
- mjr dypl. piech. Stanisław Teofil Trella